# Smålands runinskrifter 170
Smålands runinskrifter 170 är ett vikingatida runstensfragment av ljusröd gnejs som står rest i centrala Ljungby. Runstenen upptäcktes 1954 och var fram till dess okänd. Den upptäcktes vid rivandet av "Nisse smeds stuga" där den låg i husgrunden. Den har troligen varit inmurad i Ljungby gamla kyrka innan den hamnade i husgrunden. Stugan uppfördes 1861 med material som tagits från den gamla kyrkan som revs två år tidigare. Stenen lagades restes på sin nuvarande plats 1956, sju meter väster om platsen för stuggrunden där den hittades.
Runstenen är 1,1 meter hög och 0,67 meter bred samt ungefär 2 decimeter tjock. Runhöjden är 8-15 centimeter. En stor del av den ursprungliga stenen saknas och det bevarade fragmentet utgör runstenens nedre vänstra del.

## Inskriften
Translitterering av runraden:
· uefus · s(a)ti · stin · ef... ... ...biurk · þiʀa · sustur ...--...
Normalisering till runsvenska:
Vefuss satti stæin æf[tiʀ] ... ...biorg, þæiʀa systur ...
Översättning till nusvenska:
Väfus satte stenen efter ... ...-borg, deras syster ...